# Ixora hippoperifera
Ixora hippoperifera är en måreväxtart som beskrevs av Cornelis Eliza Bertus Bremekamp. Ixora hippoperifera ingår i släktet Ixora och familjen måreväxter. Inga underarter finns listade i Catalogue of Life.